# Centaurus X-3
Centaurus X-3 (4U 1118-60) är en röntgenpulsar med en period på 4,84 sekunder. Det var den första röntgenpulsaren som upptäcktes, och den tredje röntgenkällan att upptäckas i stjärnbilden Kentauren.
Centaurus X-3 ligger i det galaktiska planet ungefär 8 kiloparsec ifrån oss i riktning mot Carinaarmen, och är medlem i en förmörkande spektroskopisk dubbelstjärna. Den synliga komponenten är Krzeminskis stjärna, en stjärna med 20,5 solmassor med en radie på 11,8 solradier. Neutronstjärnan förmörkas med en regelbundenhet på 2,09 dagar.
Man observerade Centaurus X-3 först under experiment med kosmiska röntgenkällor den 18 maj 1967. Dessa röntgenspektrum gjordes av en sondraket. 1971 gjordes ytterligare observationer med Uhurusatelliten, i form av 27 stycken 100-sekunders observationer. Genom dessa observationer kunde man fastslå att den genomsnittliga rotationshastigheten är 4,84 sekunder, med en variation på 0,02 sekunder.